# Hantarex
La Hantarex è stata un'impresa italiana di elettronica di consumo e di apparecchi professionali, nata nel 1945 a Firenze.  Il marchio è stato successivamente ceduto a terzi.

## Storia

### Dalla fondazione agli anni sessanta
La Hantarex S.p.A. fu fondata nel 1945, a Firenze, dal sig. Ugo Meoni. La ditta iniziò la propria attività come produttrice di apparecchi radio, ai quali aggiunse nel 1952, a catalogo, la produzione dei primi televisori. Aveva un proprio punto vendita in Via dello Statuto angolo via delle Cinque Giornate - a Firenze - e la prima sede produttiva in un capannone, in via Fabbroni 36R.

### Gli anni settanta ed ottanta
Negli anni settanta, l'azienda (la cui guida passò a Luciano Meoni, figlio del fondatore, che assunse la carica di amministratore delegato), conobbe un'importante fase di sviluppo ed espansione; nel 1977 si specializzò nel settore dell'informatica e avviò la produzione dei primi monitor. Proprio nel settore dell'informatica ed elettronica di consumo Hantarex conseguì i propri maggiori successi, divenendo leader di mercato in Europa per quanto concerne i monitor - compresi i primi a colori, quali lo MTC90 - per videogiochi, per computer, cabinati arcade . I propri schermi, per le caratteristiche di durata e luminosità anche in usi intensi, venivano acquistati per la diffusione di videoinformazioni anche in aeroporti e ferrovie, oltre che raggruppati in veri e propri muri di televisioni, per mostrate immagini in grandi formati, a fini pubblicitari.
Durante questi due decenni, sviluppò filiali in Italia (La Hantarex Sud, sulla Strada Cassia 88 a Viterbo) nonché in Grecia (Hantarex Hellas e Selecon), Inghilterra (Hantarex UK, nel 1981), Spagna, Germania, Giappone, Stati Uniti.
Nel corso degli anni ottanta, la ricerca e sviluppo si estese a una gamma più ampia di monitor per PC (quali il BIM 12" PC) complessi per giochi, quali lo MTC 900E, nonché ad apparati modulari dai 20 ai 28 pollici per i primi maxischermi; dovendo modernizzare le proprie linee produttive, si optò per una nuova sede, costruita appositamente, in via Riguccio Galluzzi 30.

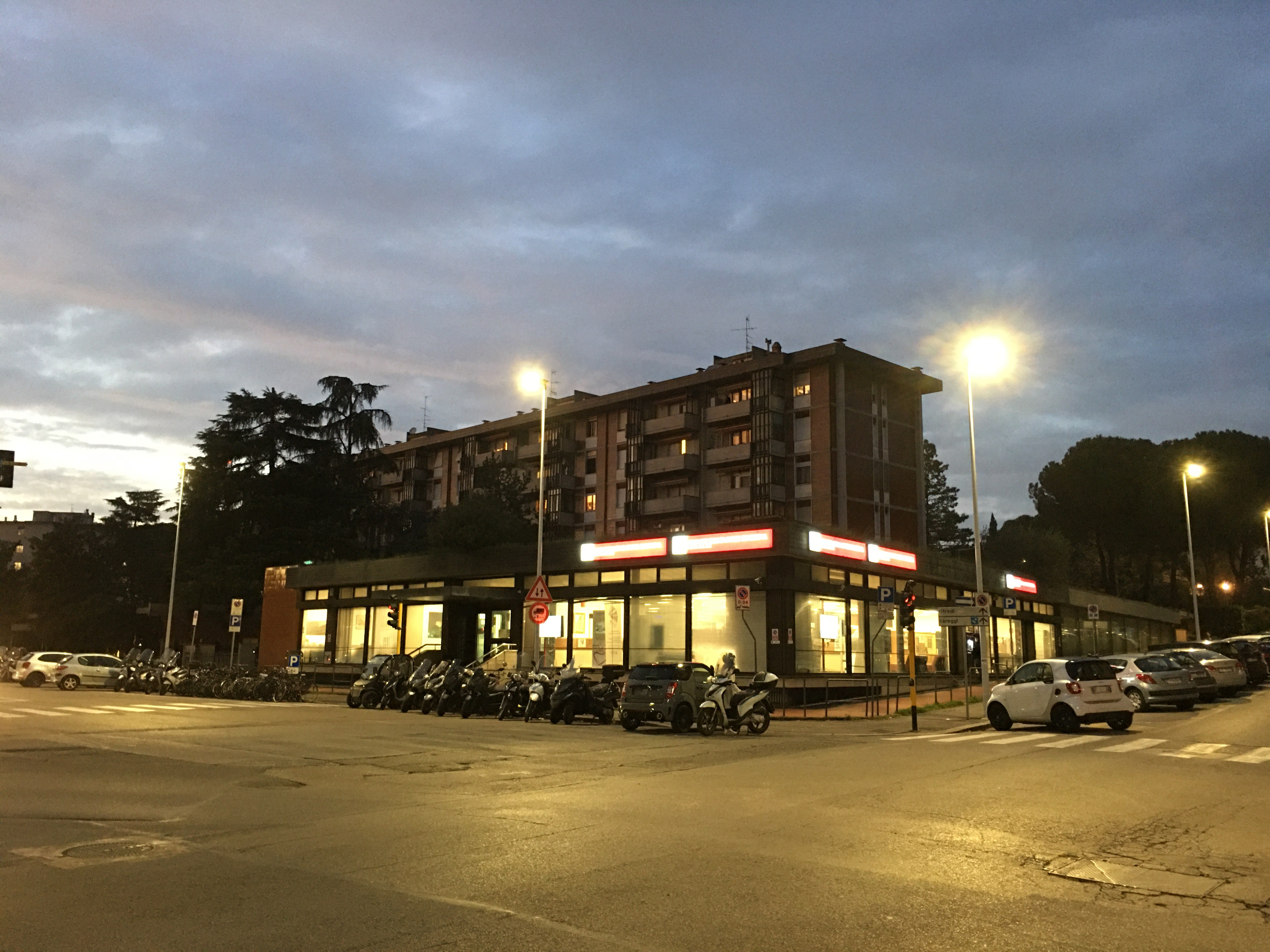
Edifici ex sede Hantarex in via Galluzzi

### Gli anni novanta ed il fallimento
Nel 1990, con il nome Hantarex Electronic Systems, creò una joint-venture con la finanziaria pubblica REL, denominata Hantarel S.p.A., della quale l'azienda toscana deteneva il 67% e il socio pubblico il restante 33%, e che operò nel settore dell'informatica di consumo e della tecnologia multimediale.
Nel 1992, la Hantarex, forte di 1.233 dipendenti impiegati nei cinque stabilimenti (Firenze, Milano, Sesto Fiorentino e Viterbo), realizzò un fatturato di circa 250 miliardi di lire, e decise di proseguire in una strategia espansiva; insieme ad altri partner privati italiani creò un nuovo impianto produttivo a Pécs, in Ungheria, per la produzione di componenti, semilavorati e prodotti finiti per l'informatica. Positivo fu anche l'andamento della sua controllata Hantarel, il cui fatturato passò dai 24 miliardi del 1991 ai 64 miliardi dell'anno successivo.
Nella metà del 1992, un notevole investimento fu compiuto per la costruzione dell'ultima sede di Hantarex, in via Perfetti Ricasoli 76-78, concepita con l'idea di riunire in un'unica - nuova - costruzione sia la produzione che la ricerca e gli uffici direzionali
Malgrado la sua buona situazione di mercato ed un capitale sociale al 1994 di quasi 40 miliardi, Hantarex cessò inaspettatamente le proprie attività nel 1995, quando dichiarò fallimento; in seguito all'improvviso stop sarà successivamente aperto un procedimento giudiziario.

## Il marchio "Hantarex"
Nella riorganizzazioni di quelle che erano un tempo le filiali, alcune mantennero il marchio; è il caso dell'Inghilterra, dove la ridenominata Hantarex International ltd proseguì in proprio l'attività di assemblaggio di quelli che erano i prodotti della casa madre, continuando poi un'attività scollegata da quella italiana. I punti di forza della prosecuzione dell'attività erano infatti quelli della fornitura di ricambi e riparazioni che, accanto alle nuove produzioni, avrebbero permesso il mantenimento - negli anni - di una clientela professionale da seguire
Se la stessa denominazione - nei diversi accordi all'epoca vigenti - venne utilizzata anche da altri soggetti (a Firenze, una Hantarex Industry venne aperta - per un certo periodo - quale società a responsabilità limitata con sede in viale Michelangelo 20),  il marchio Hantarex venne finalmente acquisito, nel 1996, dalla Sambers Italia S.p.A. della famiglia Taffelli.
L'azienda di Cinisello Balsamo (MI), iniziò a produrre sotto il marchio fiorentino, ed utilizzando parte del know how e dei materiali, monitor professionali (per aeroporti e stazioni ferroviarie) e domestici per personal computer, e televisori di fascia alta. Nello stesso anno, fu la prima azienda europea a sviluppare un monitor al plasma.
Nel 2004 la sede e lo stabilimento della Hantarex-Sambers Italia, che era anche un laboratorio di ricerca dove venivano progettati i pezzi da produrre e i ricambi, furono trasferiti a Biassono (MB), in via Friuli 10/d, abbinando l'assemblaggio di monitor e display digitali professionali ad apparecchi di elettronica di consumo (televisori LCD e al plasma, e set-top box per la televisione digitale terrestre). L'azienda lombarda annualmente arrivò a sfornare oltre 20.000 pezzi all'anno, la metà dei quali commercializzata all'estero
Dal 2011 la fase produttiva dei televisori a schermo piatto per la clientela consumer a marchio Hantarex fu delocalizzata in Cina, mantenendo in Italia la ricerca, la prototipazione, nonché l'assemblaggio della fascia più alta dei modelli proposti dall'azienda. Nel 2013 la società Sambers Italia s.p.a. venne posta in liquidazione dal tribunale di Monza, con l'affitto e la successiva alienazione del ramo d'azienda "professionale" (monitor e dispositivi di visualizzazione digitale) e "digital signage" (dispositivi pubblicitari)  alla GDS di Cornedo Vicentino (Vicenza), che ancora produce a marchio Hantarex.

### Le sedi
La prima sede in via Fabbroni 36R è stata pressoché interamente demolita e, dopo una profonda ristrutturazione, adibita ad appartamenti ed uffici, nell'ottica della trasformazione dell'intera via che, nata come sede di capannoni, ne mantiene oggi solo piccole parti. La sede principale, in via Galluzzi, utilizzata dagli anni settanta agli anni novanta, di proprietà dal Comune di Firenze, è stata rimaneggiata ed oggi utilizzata da altre attività (fra cui l'Agenzia delle Entrate e, in parte, una filiale bancaria). L'ultima struttura, in via Perfetti Ricasoli, ancora di proprietà del Comune di Firenze, mai entrata definitivamente in funzione come sede di Hantarex, è stata affittata - quale centro congressi e formazioni - alla sede fiorentina della General Electric, ex Nuovo Pignone.